# 후안 폰세 엔릴레

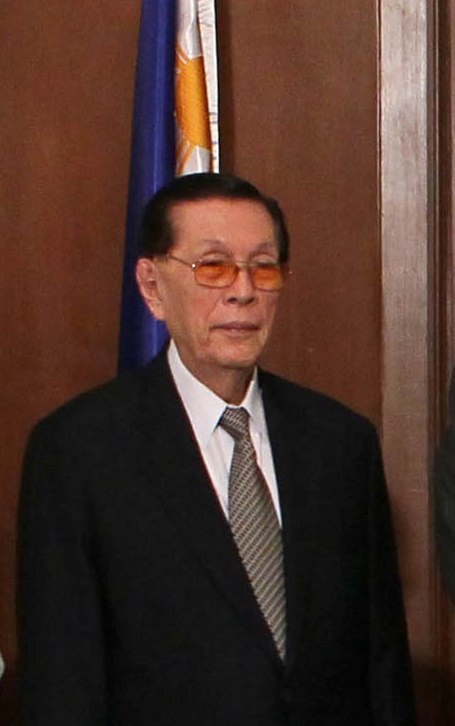
후안 폰세 엔릴레, 상원의장 재직 시절

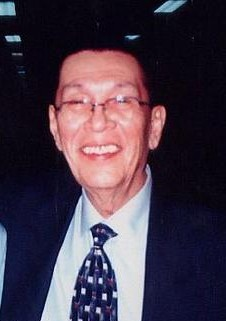

후안 폰세 엔릴레(Juan Ponce Enrile, 1924년 2월 14일 - )는 필리핀의 정치인, 관료, 교육자이다. 미국 유학 후 파이스턴 대학(Far Eastern University)에서 교편을 잡았다. 1987년부터 2001년까지 필리핀의 12, 13, 14대 상원 의원을 지냈고, 필리핀의 재무부 장관 대리(1966 - 1968), 법무부 장관(1968 - 1970), 국방부 장관(1970 - 1971, 1972 - 1986) 등을 지냈다. 1986년 시민 혁명 당시에는 아키노 대통령을 지지하여 시민혁명에 힘을 실어주었다. 2008년에는 필리핀의 상원 의장에 선출되었다.

## 생애
엔릴레는 국립 필리핀 대학교 법학과를 졸업하고 미국으로 유학, 하버드 대학교 대학원에 진학하여 국제법을 전공하고 국제법학석사학위를 받았다. 1955년부터 1962년까지 필리핀 파이스턴 대학의 법학과 교수를 지냈다.
1966년부터는 페르디난드 마르코스(Ferdinand E. Marcos) 정부에 들어가 각료를 역임했다. 1966년부터 1968년까지 재무부차관, 재무부 장관 대리를 거쳐 1968년부터 1970년까지는 법무부장관, 1970년부터 1971년까지 국방부장관이 되고, 1972년 다시 국방부장관이 되어 1986년까지 역임했다.
1986년 마르코스 정권 말기에 야당의 편에 섰고, 마르코스 정권 독재와 부패, 부정선거로 시민혁명이 발생하자, 라디오방송을 통해 마르코스 대통령에게 당신의 시대는 끝났다며 퇴임을 촉구하고, 군 통수권을 시민들이 선출한 진정한 대통령인 코라손 아키노에 넘긴다고 발표하여 시민혁명에 힘을 실어주었다. 그의 코라손 아키노 지지 선언으로 군부 내에서는 아키노 지지로 돌아서는 장성들이 나타났고, 마르코스의 저항은 실패로 돌아갔다.
이후 공직에서 물러나 1987년 상원의원에 당선되어 1992년까지 상원의원을 지내고, 1992년부터 1995년까지는 하원의원, 1995년부터 2001년까지 상원의원을 지냈다. 2004년 상원의원에 재선되었다. 2008년 제26대 상원의회 의장에 선출되었다.

## 같이 보기
- 페르디난트 마르코스
- 이멜다 마르코스
- 세자르 비에라타

## 역대 선거 결과
| 선거명      | 직책명        | 대수 | 정당   | 득표율 | 득표수    | 결과 | 당락 |
| ----------- | ------------- | ---- | ------ | ------ | --------- | ---- | ---- |
| 1998년 선거 | 필리핀 대통령 | 13대 | 무소속 | 1.28%  | 343,139표 | 8위  | 낙선 |